# 现代公民知识读本
《现代公民知识读本》，主编于光远，执行主编胡沙，编委中有张厚感、吴坤定和赵慎修。该书分为三册——《品格与人生卷》、《生活与法律卷》、《民主与科学卷》——原系为小学和初、高中学生编写，编著者中有朱新梅、颜三忠、李英、陈雪亮和王琴等。由（山西）希望出版社于2006年出版。

正如于光远先生预料（“尽管公民知识读本的内容很重要，但是它的内容毕竟枯燥了一点，如果没有列入正式课程，学生们未必会去重视它。而且学生们要学的东西很多，学校也会考虑结合语文、历史和政治课讲授部分公民知识。我认为这个问题直到现在还没有解决。”——见于《现代公民知识读本》总序），这套书出版后，教育机关漠视，学校未予采用。在“教育产业化”（实即商品化）的环境下，公民教育在《现代公民知识读本》问世后十年仍然止于社会各界的呼吁。

### 腳註
1. ↑  《博览群书》杂志2006年第7期刊登陈乐民文章 （页面存档备份，存于）介绍《現代公民知識讀本》。

### 其他
- 上海法治报 法治随笔 做一个合格的现代公民
- 浅析公民教育 编辑《现代公民知识读本》感悟，王泉珍. 編輯之友； 2010卷9期(2010 / 09 / 20) ， P98 - 99. （页面存档备份，存于）
- 《现代公民知识读本》（三卷）介绍